# Neitsytsaari (ö i Egentliga Tavastland, Riihimäki)
Neitsytsaari är en ö i Finland. Den ligger i sjön Loppijärvi och i kommunen Loppi i den ekonomiska regionen  Riihimäki ekonomiska region  och landskapet Egentliga Tavastland, i den södra delen av landet, 60 km norr om huvudstaden Helsingfors. Öns största längd är 130 meter i öst-västlig riktning.